# Ленинкент (село)
Ленинкент (дарг. Шамшагьар, «Город свечей») — село в Карабудахкентском районе Дагестана. Входит в Сельсовет Губденский.

## География
Расположено в 29 км юго-восточнее районного центра села Карабудахкент и в 8 км северо-восточнее села Сергокала.

## Население
| 1939 | 1970 | 1989 | 2002  | 2010  | 2021  |
| ---- | ---- | ---- | ----- | ----- | ----- |
| 365  | ↗513 | ↗717 | ↗1044 | ↗1101 | ↗1116 |

## История
История вновь образованного Шамшагара связана с историей коллективизации в Дагестане и началом основания своих периферийных земель губденцами. В начале 30-х годов XX века 8 хозяйств из Губдена, в основном зажиточные уздени, имея тягловое молочное поголовье, лошадей и орудия труда, дополнительно заселились на местности Шинишкьар (зеленая трава), основали новое поселение рядом с цитаделью старинного городища и назвали его Шамшагар (дарг. Шамшагьар — «Город свечей»). Земля была плодородной, а люди трудолюбивые, постепенно они освоили около 300 га земли. Росло население и расширялось производство за счет освоения новых земель, путем выкорчевывания леса, кустарников и очистки от камней.
Шамшагар — это одно из древних дагестанских поселений, которое было расположено в живописной местности и занимавшая территорию в два раза больше, чем Урцеки, Центром была, видимо, возвышенная часть города. Здесь был и храм, – не случайно губденцы называют это место «Киласила как», т.е. «Церковный, храмовый холм». Город с трех сторон был защищен крепостными стенами, а с четвертой – естественными обрывистыми скалами. Почти рядом с древним Шамшагаром был расположен, видимо, и второй город. Границы его начинаются за обрывистыми скалами, через лощину, тянутся примерно на 700–800 м. Город этот целиком горный. К нему ведет только одна дорога, – следы ее хорошо можно увидеть и сейчас. Город был обращен в сторону моря и сильно укреплен. Хорошо сохранились здесь остатки крепостной стены. 
Согласного преданиям, жители всех этих городов исповедовали христианство. Города были разрушены арабами, так как жители их не хотели принимать ислам и оказали завоевателям упорное сопротивление. Причем, как видно из собранного материала, христианство было армянского толка, что подтверждает распространение его здесь армянскими миссионерами из епископства, находившегося в районе Дербента. Об этом говорят и сохранившиеся сведения. У губденцев же сохранилось предание, что Шамшагар некогда был заселен «народом армянской веры». 
У губденцев так же сохранилось предание и о том, что эти города были разрушены именно в период арабских завоеваний в Дагестане. Арабам не сразу удалось завоевать эти города, и поэтому по преданию завоеватели не раз шли войной на эти города, но взять их они не могли. Лишь при арабском полководце Мерване эти крепости были взяты и сожжены. Вполне возможно, название Шамшагар и возникло как память о сожжении арабами города. Не горящий ли город Шамшагар и не подтверждают ли это название толстые слои золы, уголь и обгоревшие куски дерева?